# Theuremaripa moraguesi
Theuremaripa moraguesi är en skalbaggsart som beskrevs av Soula 2002. Theuremaripa moraguesi ingår i släktet Theuremaripa och familjen Rutelidae. Inga underarter finns listade i Catalogue of Life.